# Josep Maria Cases Deordal
Josep Maria Cases i Deordal (Santa Eulàlia de Riuprimer, Osona, 26 de desembre de 1919 - Figueres, Alt Empordà, 21 d'abril de 2002) fou bisbe al Bisbat de Sogorb-Castelló. Ha estat proclamat servent de Déu per l'Església catòlica.

## Biografia
Nascut a Santa Eulàlia de Riuprimer, estudià al Seminari de Vic. Fou ordenat prevere a Roma el 19 de març de 1943. Mentre era director espiritual del Seminari de Girona fou nomenat bisbe de Sogorb-Castelló per Pau VI el 1972, càrrec que tingué fins que el papa Joan Pau II va acceptar la seua reglamentada dimissió canònica com a bisbe d'aquesta diòcesi el dia 22 de febrer de 1996.
Va reestructurar el Bisbat de Sogorb-Castelló en zones pastorals el 1973, després d'un període de reflexió comunitària suscitada per les ponències del Dr. Boulard, canonge pastoralista de París i després d'escoltar el dictamen de la comissió que ell mateix va crear per a estudiar la reforma. El bisbe decidí dividir la diòcesi en quatre zones pastorals i instituir la figura del Vicari Episcopal Territorial.
Es va caracteritzar per ser un bisbe molt proper a la gent, va presidir la declaració de basílica de l'eremitori de la Mare de Déu del Lledó, patrona de Castelló. També va fundar els Grupos de Oración y Amistad (Grups d'Oració i Amistat).
Al final del seu pontificat va treballar per començar la normalització lingüística a la diòcesi, va col·laborar en l'edició de la Bíblia Valenciana Interconfessional, adaptació de la Bíblia Catalana Interconfessional. Aquesta publicació va estar envoltada en la polèmica i no va ser autoritzada pel seu successor Josep Antoni Reig Pla, la qual cosa significava deixar en res tot el treball invertit en l'edició i tornar a deixar els cristians valencians sense una versió normalitzada de la Bíblia i aprovada amb el nihil obstat .
Jubilat a Figueres (Alt Empordà), hi morí en 2002.

## Veneració i procés de beatificació
En 2010, membres dels Grups d'Oració i Amistat les diòcesis de Castelló i de Girona, ajudats pel que fou el seu secretari personal durant 40 anys, Joan Güell, han iniciat els tràmits per a la seva beatificació. El proper pas és que les diòcesis el proclamin servent de Déu i comencin a recollir la documentació per continuar el procés.